# Пуйи (Мозель)
Пуйи (фр. Pouilly) — коммуна на северо-востоке Франции в регионе Гранд-Эст (бывший Эльзас — Шампань — Арденны — Лотарингия), департамент Мозель, округ Мец, кантон Кото-де-Мозель. До марта 2015 года коммуна административно входила в состав упразднённого кантона Верни (округ Мец-Кампань).
Площадь коммуны — 5,11 км², население — 685 человек (2006) с тенденцией к снижению: 654 человека (2013), плотность населения — 128,0 чел/км². Ранее входила в состав Лотарингии.

## Население
Численность населения коммуны в 2008 году составляла 685 человек, в 2011 году — 668 человек, а в 2013-м — 654 человека.
| 1962 | 1968 | 1975 | 1982 | 1990 | 1999 | 2006 | 2008 | 2011 | 2013 |
| ---- | ---- | ---- | ---- | ---- | ---- | ---- | ---- | ---- | ---- |
| 237  | 238  | 786  | 779  | 802  | 722  | 685  | 685  | 668  | 654  |

Динамика населения:

## Экономика
В 2010 году из 400 человек трудоспособного возраста (от 15 до 64 лет) 294 были экономически активными, 106 — неактивными (показатель активности 73,5 %, в 1999 году — 64,3 %). Из 294 активных трудоспособных жителей работали 278 человек (132 мужчины и 146 женщин), 16 числились безработными (10 мужчин и 6 женщин). Среди 106 трудоспособных неактивных граждан 29 были учениками либо студентами, 54 — пенсионерами, а ещё 23 — были неактивны в силу других причин.

## Достопримечательности (фотогалерея)

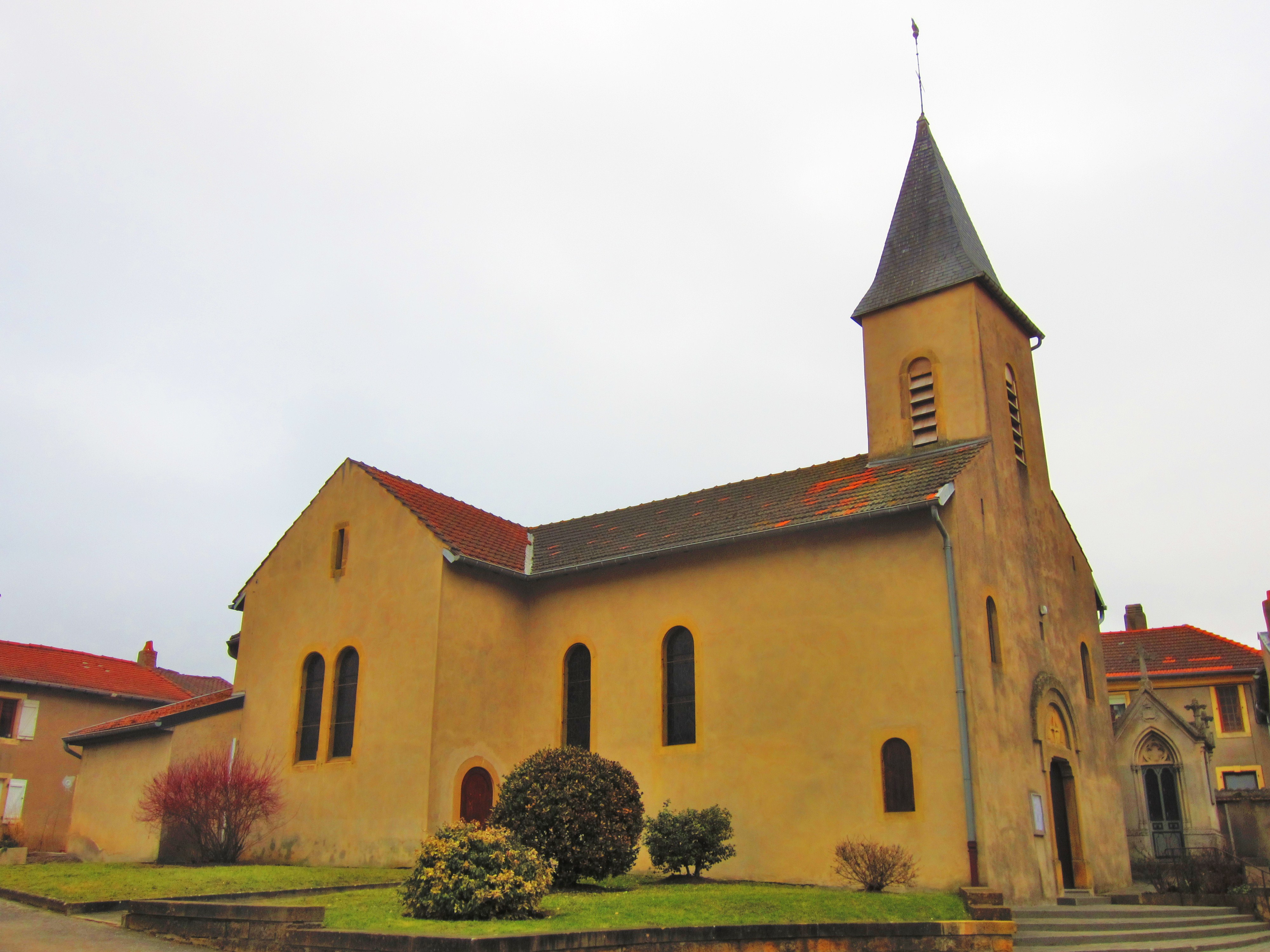
Церковь Сен-Реми